# Saturnia decorata
Saturnia decorata är en fjärilsart som beskrevs av Schultz. 1909. Saturnia decorata ingår i släktet Saturnia och familjen påfågelsspinnare. Inga underarter finns listade.